# 梅紫蘇巻
梅紫蘇巻（うめしそまき、うめじそまき）は、島根県、広島県に伝わるおかずの1つである。別名「梅のシソ巻」。

## 概要
江戸時代に考案されたもので、青梅を塩漬け乾燥したのち、砂糖をまぶして紫蘇で巻き、1年間寝かせたもの。
江戸時代の備中国笠岡の医師・宮太柱が考案し石見銀山で使用された、梅肉を利用した防毒マスク「福面（ふくめん）」が元になり、炭坑で働く工夫たちの弁当のおかずとして発展した。
現在は、巻き寿司の1つとしても親しまれている。これは、上述の梅紫蘇巻を巻き寿司にしたものである。現在では梅肉と紫蘇を、シャリと海苔で巻いた巻き寿司となっている。